# Гоголесубані
Гоголесубані (груз. გოგოლესუბანი) — село в Грузії.
За даними перепису населення 2014 року в селі проживає 858 осіб.